# Judgment of the Storm
Judgment of the Storm er en amerikansk stumfilm fra 1924 af Del Andrews.

## Medvirkende
- Lloyd Hughes som John Trevor
- Lucille Ricksen som Mary Heath
- George Hackathorne som Bob Heath
- Myrtle Stedman som Mrs. Trevor
- Claire McDowell som Mrs. Heath
- Philo McCullough som Martin Freeland
- Bruce Gordon som Dave Heath
- Frankie Darro som Heath Twin
- Fay McKenzie som Heath Twin
- F.F. Guenste